# Hà Việt Dũng
Hà Việt Dũng (sinh ngày 19 tháng 8 năm 1987) là một nam người mẫu và diễn viên người Việt Nam. Xuất thân ban đầu là một người mẫu khi đoạt giải đồng Siêu mẫu Việt Nam, Hà Việt Dũng lấn sân sang lĩnh vực diễn xuất và gây ấn tượng qua các bộ phim Ngược chiều nước mắt, Lựa chọn số phận, Hãy nói lời yêu, Bão ngầm và Độc đạo.

## Tiểu sử
Hà Việt Dũng sinh ngày 19 tháng 8 năm 1987, tại thị trấn Mường Khến (nay là thị trấn Mãn Đức), huyện Tân Lạc, tỉnh Hòa Bình trong gia đình thuần nông có ba chị em gái, anh là con út. Anh từ nhỏ đã có một tuổi thơ cơ cực khi cùng mẹ làm thuê ở lò gạch, khi học xong cấp ba vì hoàn cảnh khó khăn, anh không đăng ký thi đại học mà tham gia nghĩa vụ quân sự, sau khi xuất ngũ anh chuyển đến sống tại Thành phố Hồ Chí Minh để mưu sinh bằng nghề bán nước mía. Nhờ vóc dáng cao ráo, anh bén duyên với nghề mẫu và đoạt giải đồng tại cuộc thi Siêu mẫu Việt Nam 2011, cùng năm anh đoạt giải đồng tại Ngôi sao Người mẫu. Năm 2013, anh đoạt giải "Newcomer" trong cuộc bình chọn "Men of the year" do tạp chí Thể thao Văn hóa & Đàn ông tổ chức.
Sau đó anh chuyển sang lĩnh vực điện ảnh và bước đầu thành công với vai diễn đầu tay trong phim Mùa hè lạnh. Năm 2016, Việt Dũng vào vai Lâm trong phim Đồng tiền quỷ ám, đây là vai phản diện đầu tiên trong sự nghiệp của anh. Năm 2017, anh tham gia bộ phim Ngược chiều nước mắt đóng cặp với Phương Oanh. Năm 2020, anh vào vai Cường tái ngộ với Phương Oanh trong phim Lựa chọn số phận. Năm 2021, anh vào vai Khắc Bình trong phim Hãy nói lời yêu diễn xuất cùng với Quỳnh Kool. Bên cạnh tham gia các bộ phim, anh còn góp mặt trong các video âm nhạc của các ca sĩ như Tố My, Lương Nguyệt Anh.
Năm 2022, anh vào vai Nhật Minh trong phim Anh có phải đàn ông không? diễn xuất cùng với Việt Hoa. Sau Anh có phải đàn ông không?, anh vào vai Hùng trong phim Hành trình công lý diễn xuất cùng Thu Quỳnh. Anh còn đảm nhận vai Hải Triều trong phim Bão ngầm diễn xuất cùng Cao Thái Hà.
Năm 2023, anh trở lại với vai phản diện trong phim Cuộc chiến không giới tuyến của đạo diễn Nguyễn Danh Dũng, anh vào vai Đoàn, con rể của Thào A Hề, một đại gia giàu có ở bản A Sá, xã Muồng Luông. Năm 2024, anh góp mặt trong bộ phim Người một nhà. Anh vào vai Khải, một giang hồ máu mặt, là kẻ thù của Trí (Duy Hưng).

## Đời tư
Hà Việt Dũng kết hôn vào tháng 10 năm 2018 sau vài tháng hẹn hò. Vợ anh tên Hồng Nhung, sinh năm 1993 là người dân tộc Thái, cả hai có 1 bé gái.

## Tác phẩm đã tham gia

### Video âm nhạc
| Năm  | Bài hát                   | Ca sĩ            |
| ---- | ------------------------- | ---------------- |
| 2013 | "Hãy mặc em đi"           | Hồ Ngọc Hà       |
| 2014 | "Đừng buông tay em mà"    | Maya             |
| 2015 | "Giây phút cuối"          | Giang Hồng Ngọc  |
| 2017 | "Chờ người"               | Tố My            |
| 2021 | "Mời anh về thăm xứ Nghệ" | Lương Nguyệt Anh |

### Phim điện ảnh
| Năm  | Tựa phim                     | Vai diễn | Đạo diễn                       | Nguồn |
| ---- | ---------------------------- | -------- | ------------------------------ | ----- |
| 2012 | Mùa hè lạnh                  | Kiên     | Ngô Quang Hải                  |       |
| 2013 | Hoàng tử và lọ lem           |          | Ngô Quang Hải                  |       |
| 2014 | Hương ga                     |          | Ngô Quốc Cường                 |       |
| 2015 | Ma dai                       | Vĩnh     | Đỗ Đức Thịnh, Nguyễn Hoàng Duy |       |
| 2015 | Bảo mẫu siêu quậy            |          | Lê Bảo Trung                   |       |
| 2016 | Vệ sĩ, tiểu thư và thằng khờ |          | Việt Anh                       |       |
| 2016 | Truy sát                     |          | Ngô Quốc Cường                 |       |
| 2016 | Phim trường ma               |          | Vũ Thái Hòa                    |       |
| 2017 | Anh em siêu quậy             |          | Lê Bảo Trung                   |       |
| 2020 | Tiền nhiều để làm gì?        | Hùng     | Lưu Huỳnh                      |       |
| 2022 | Người tình                   |          | Lưu Huỳnh                      |       |

### Phim truyền hình
| Năm  | Tựa Phim                    | Vai diễn                         | Đạo diễn                         | Kênh      | Nguồn     |
| ---- | --------------------------- | -------------------------------- | -------------------------------- | --------- | --------- |
| 2011 | Nữ vệ sĩ                    | Hiếu                             | Hồng Ngân                        | HTV9      |           |
| 2012 | Tiếng đàn kìm               | Thái Tân                         | Đỗ Thành An                      | SCTV7     |           |
| 2013 | Ranh giới mong manh         | Phi                              | Nguyễn Mạnh Hà                   | HTV9      |           |
| 2014 | Chiến dịch chống ế          | Cu Bin                           | Đinh Hà Uyên Thư                 | VTV9      |           |
| 2015 | Người đứng trong gió        | Đông Phong                       | Bùi Nam Yên                      | VTV3      |           |
| 2015 | Như khúc tình ca            | Quang Hiền                       | Vương Quang Hùng                 | HTV7      |           |
| 2016 | Đồng tiền quỷ ám            | Huỳnh Bảo Lâm                    | Trần Chí Thành                   | VTV1      |           |
| 2016 | Sếp ơi anh yêu em           | Danh                             | Nguyễn Mạnh Hà                   | SCTV14    |           |
| 2017 | Màu thứ 8 của tình yêu      | Khang                            | Nguyễn Mạnh Hà                   | SCTV14    |           |
| 2017 | Những sắc màu hôn nhân      | Hoàng                            | Nguyễn Anh Tuấn                  | HTV9      |           |
| 2017 | Ngược chiều nước mắt        | Sơn                              | Vũ Minh Trí                      | VTV1      |           |
| 2017 | Em ơi anh đây mà            | Quang                            | Trần Bắc                         | SCTV14    |           |
| 2018 | Mộng phù hoa                | Công tử Long                     | Bùi Nam Yên, Trần Quế Ngọc       | VTV3      |           |
| 2018 | Kẻ ngược dòng               | Bảy Dũng                         | Nguyễn Duy Võ Ngọc               | VTV1/VTV9 |           |
| 2020 | Lựa chọn số phận            | Thẩm phán Trần Hùng Cường        | Mai Hồng Phong, Bùi Quốc Việt    | VTV1      |           |
| 2021 | Hãy nói lời yêu             | Khắc Bình                        | Bùi Quốc Việt                    | VTV3      |           |
| 2022 | Anh có phải đàn ông không   | Nhật Minh                        | Trịnh Lê Phong                   | VTV3      |           |
| 2022 | Bão ngầm                    | Đại úy Đào Hải Triều, Hùng "nhọ" | Đinh Thái Thụy                   | VTV1      |           |
| 2022 | Hành trình công lý          | Trịnh Tuấn Hùng                  | Nguyễn Mai Hiền                  | VTV3      |           |
| 2023 | Đừng nói khi yêu            | Quy                              | Bùi Tiến Huy                     | VTV3      | Khách mời |
| 2023 | Cuộc chiến không giới tuyến | Mai Văn Đoàn                     | Nguyễn Danh Dũng                 | VTV1      |           |
| 2023 | Đội điều tra số 7           | Thiếu tá Hoàng Viết Danh         | Mai Hồng Phong, Triệu Hoài Nam   | ANTV      |           |
| 2024 | Người một nhà               | Khải                             | Trịnh Lê Phong                   | VTV3      |           |
| 2024 | Những nẻo đường gần xa      | Khoa                             | Nguyễn Mai Hiền                  | VTV1      |           |
| 2024 | Độc đạo                     | Thượng tá Lê Hoàng Long          | Phạm Gia Phương, Trần Trọng Khôi | VTV3      |           |

## Giải thưởng và đề cử
| Giải thưởng              | Năm  | Hạng mục                             | Tác phẩm                             | Kết quả | Ct.    |
| ------------------------ | ---- | ------------------------------------ | ------------------------------------ | ------- | ------ |
| Giải Mai Vàng lần thứ 28 | 2022 | Nam diễn viên điện ảnh – truyền hình | Bão ngầm                             | Đề cử   | [ 26 ] |
| Ấn tượng VTV             | 2022 | Nam diễn viên ấn tượng               | Bão ngầm – Anh có phải đàn ông không | Đề cử   | [ 27 ] |
| Ấn tượng VTV             | 2024 | Nam diễn viên ấn tượng               | Độc đạo                              | Đề cử   | [ 28 ] |